# Пентхаус (списание)
„Пентхаус“ е порнографско списание, създадено от Боб Гучоне в Обединеното кралство Великобритания и Северна Ирландия през 1965 г. От септември 1969 г. списанието започва да се издава и в Съединените американски щати.
Първоначално в списанието се публикуват само еротични снимки. След 1998 г. обаче се променя цялостно обликът му и то приема порнографска насоченост, като се публикуват снимки, изобразяващи женски и мъжки полови органи и сексуални актове, включително орален, вагинален и анален секс.
Фотосесии за „Пентхаус“ са снимали певицата, модел и носителка на титлата „Мис Америка“ Ванеса Уилямс, порноактрисите Трейси Лордс, Съни Леони, Тейлър Виксен, Ева Анджелина, Лела Стар, Тори Блек, Бри Олсън и много други.
Списание „Пентхаус“ има свои версии и в редица други държави – Австралия, Германия, Гърция, Унгария, Нова Зеландия, Испания, Русия, Португалия.